# Seznam minerálů, A–B
Není možné zde prezentovat úplný seznam minerálů, protože Komise pro nové minerály a názvy minerálů (CNMMN) při Mezinárodní mineralogické asociaci (IMA), která nové minerály a změny v názvosloví schvaluje, každý rok přidává nové. U názvů minerálů jsou doplněny značky pro status názvu (platný – neplatný nerost)
Úplný přehled minerálů z května 2008
Z důvodu rozsáhlosti je seznam rozdělen: A–B – C–F – G–J – K–M – N–R – S–U – V–Ž

## Vysvětlivky
- A – schválený (approved)
- D – zrušený (discredited)
- G – uznané nerosty popsané před založením komise (grandfathered)
- H – hypotetický (hypothetical)
- I – přechodný člen (intermediate member)
- N – neschvalovaný komisí pro nové minerály a názvy minerálů
- Q – sporný (questionable)
- Rd – redefinovaný se schválením komise (redefined)
- Rn – přejmenovaný se schválením komise (renamed)

## Aa–Ae
- A Abellait – NaPb2(CO3)2(OH)
- A Abelsonit – C31H32N4Ni
- A Abenakiit-(Ce) – Na26Ce6(SiO3)6(PO4)6(CO3)6(SO2)O
- G Abernathyit – K2(UO2)2(AsO4)2.3H2O
- A Abhurit – Sn3O(OH)2Cl2
- D Abchazit – vláknitý tremolit
- A Abramovit – Pb2SnInBiS7
- D Abrazit
- D Abriachanit
- D Absit
- A Abswurmbachit – Cu2+Mn63+(SiO4)O8
- A Abuit – CaAl2(PO4)2F2
- D Abukumalit
- D Acadialit
- A Acetamid – CH3CONH2
- D Actinot
- D Actynolin
- D Actynolit
- A Adachiit – CaFe2+3Al6(Si5AlO18)(BO3)3(OH)3(OH)
- G Adamin – Zn2(AsO4)(OH)
- D Adamsit (Shepard)
- A Adamsit-(Y) – NaY(CO)2.6H2O
- A Addibischoffit – Ca2Al6Al6O20
- D Adelfolit
- D Adelforsit
- G Adelit – CaMg(AsO4)(OH)
- D Adipit
- A Admontit – Mg2B12O20.15H2O
- A Adolfpaterait – K(UO2)(SO4)(OH)(H2O)
- A Adranosit – (NH4)4NaAl2(SO4)4Cl(OH)2
- A Adranosit-(Fe) – (NH4)4NaFe2(SO4)4Cl(OH)2
- A Adrianit – Ca12(Al4Mg3Si7)O32Cl6
- I Adulár – KAlSi3O8
- D Aedilit
- A Aeschynit-(Ce) – (Ce,Ca,Fe)(Ti,Nb)2(O,OH)6
- A Aeschynit-(Y) – (Y,Ln,Ca,Th)(Ti,Nb)2(O,OH)6

## Af–Ak
- D Afanasjevit – Ca8(Si2O7)2Cl2O
- A Afghanit – (NaCaK)8(SiAl)12O24(Cl,SO4,CO3)3.H2O
- A Afmit – Al3(OH)4(H2O)3(PO4)(PO3OH).H2O
- G Afthitalit – (KNa)3Na(SO4)2
- G Afwillit – Ca3Si2O4(OH)6
- A Agachanovit – YCa2KBe3Si12O30
- A Agait – Pb3Cu2+Te6+O5(OH)2(CO3)
- D Agalit
- D Agalmatolit – Al2Si4O10(OH)2
- A Agardit-(Ce) – CeCu2+6(AsO4)3(OH)6.3H2O
- A Agardit-(La) – LaCu2+6(AsO4)3(OH)6.3H2O
- A Agardit-(Nd) – NdCu2+6(AsO4)3(OH)6.3H2O
- A Agardit-(Y) – YCu2+6(AsO4)3(OH)6.3H2O
- D Aglait
- A Agmantinit – Ag2MnSnS4
- A Agrellit – NaCa2Si4O10F
- A Agrikolait – K4(UO2)(CO3)3
- A Agrinierit – (K2CaSr)U3O10.4H2O
- G Aguilarit – Ag4SeS
- A Aheylit – (Fe2+,Zn)Al6{PO}4(OH)8.4H2O
- G Ahlfeldit – (NiCo)SeO3.2H2O
- A Ahrensit – Fe2(SiO4)
- A Achalait – (Fe2+,Mn)(Ti,Fe3+,Ta)(Nb,Ta)2O8
- ? Achát – odrůda křemene
- G Achavalit – FeSe
- D Achiardit
- D Achlusit
- D Achrematit
- D Achromait
- A Achtenskit – ε-MnO2
- A Achyrophanit – (K,Na)3(Fe3+,Ti,Al,Mg)5O2(AsO4)5
- G Aikinit – PbCuBiS3
- A Aiolosit – Na2(Na2Bi)(SO4)3Cl
- G Ajoit – (KNa)Cu7AlSi9O24(OH)6.3H2O
- A Akaganeit – β-Fe3+O(OH)
- G Akantit – Ag2S
- A Akaogiit – TiO2
- A Akatoreit – Mn9(SiAl)10O23(OH)9
- A Akdalait – 4Al2O3.H2O
- G Akermanit – Ca2Mg(Si2O7)
- A Akimotoit – (Mg,Fe)SiO3
- A Aklimait – Ca4[Si2O5(OH)2](OH)4.5H2O
- D Akmit
- G Akrochordit – Mn4Mg(AsO4)2(OH)4.4H2O
- A Aksait – Mg[B6O7(OH)6].2H2O
- G Aktašit – Cu6Hg3As4S12
- A Aktinolit – Ca2(Mg,Fe2+)5{(OH)|Si4O11}2
- D Aktinolitický tschermakit
- D Aktinolitové hornbolende
- A Akuminit – SrAlF4(OH).H2O

## Al
- G Alabandin – MnS
- A Alacranit – As4S
- A Alajit – V2O5.H2O
- A Alaktit – Mn7(AsO4)2(OH)8
- D Alalit
- G Alamosit – PbSiO3
- R Alargentum – Ag1-xSbx
- A Alarsit
- D Alaskait
- D Alazanit
- A Albertiniit – Fe2+(SO3).3H2O
- G Albit – NaAlSi3O8
- A Albrechtschraufit
- D Albrittonit
- A Aldermanit – Mg5Al12(PO4)8(OH)22.32H2O
- D Aldzhanit
- A Aldžanit – CaMgB2O4Cl.7H2O
- A Aleksit – PbBi2Te2S2
- A Alexkhomyakovit – NaCa2Be3Si4O13(OH).2H2O
- A Alforsit – Ba5(PO4)3Cl
- A Alfredopetrovit – Al2(Se4+O3)3.6H2O
- G Algodonit – Cu6As
- R Aliettit – pravidelně 1:1 interstratifikovaný mastek – trioktaedrický smektit
- D Alkali augit
- D Alkali femaghastingsit
- D Alkali ferohastingsit
- D Alkali hastingsit
- A Allabogdanit
- D Allanit – viz allanit-(Ce), -(La), -(Y)
- A Allanit-(Ce) – Ca(CeYTh)(FeMg)Al2(SiO4)(Si2O7)O(OH)
- A Allanit-(La)
- A Allanit-(Y)
- A Allanpringit – Fe3(PO4)2(OH)3.5H2O
- A Allargentum – Ag1-xSbx
- G Alleghanyit – Mn5(SiO4)2(OH)2
- D Allemontit – srůsty stibarsénu s As nebo Sb
- D Allevardit – synonymum pro rectorit
- D Allcharit
- D Allopalladium – Pd5Sb2
- A Alloriit – Na5K1.5Ca(Si6Al6O24)(SO4)(OH)0.5.H2O
- A Alluajvit
- R Alluaudit – (NaCa)4Fe2+4(MnFe2+Fe3+Mg)8(PO4)12

## Alm–Alw
- G Almandin – Fe2+3Al2(SiO4)3
- A Almarudit – K(...,Na)2(Mn,Fe,Mg)2(Be,Al)3Si12O30
- D Almbosit – Fe52+Fe43+V45+Si3O27
- A Almeidait – PbZn3(Mn,Y)(Ti,Fe3+)18O36(OH,O)2
- D Almerait – KNaMgCl4.H2O
- D Almeriit
- G Alofán – Al2O3.1,2-2SiO2.2,5-3H2O
- G Aloklasit – (CoFe)AsS
- A Alpersit – (Mg,Cu2+)SO4.7H2O
- A Alsacharovit-(Zn)
- G Alstonit – BaCa(CO3)2
- G Altait – PbTe
- A Alterit – Zn2Fe3+4(SO4)4(C2O4)2(OH)4.17H2O
- A Althausit – Mg2(PO4)(OH,F,O)
- A Althupit – AlTh(UO2)[UO2)3O(PO4)2(OH)]2(OH)3.15H2O
- A Altisit
- D  Altmarkit – HgPb2
- g Alum – viz kamence
- G Aluminit – Al2(SO4)(OH)4.7H2O
- A Aluminium – Al
- A Aluminobarroisit
- D Aluminobetafit
- G Aluminocopiapit – (MgFe2+)(AlFe3+)4(SO4)6(OH)2.20H2O
- A Aluminoferobarroisit
- A Aluminoferohornblende
- A Aluminoferotschermakit
- A Aluminokatoforit
- D Aluminomagneziohornblende – Ca2Mg4Al2Si7O22(OH)2
- A Aluminomagneziohulsit
- A Aluminomagneziotaramit
- A Aluminoseladonit
- R Aluminotaramit
- A Aluminotschermakit
- A Aluminowinchit
- D Alumobritholit
- A Alumoedtollit – K2NaCu5AlO2(AsO4)4
- A Alumofarmakosiderit – KAl4(AsO4)3(OH)4.6,5H2O
- D Alumoferoascharit
- A Alumohydrokalcit – CaAl2(CO3)2(OH)4.3H2O
- D Alumohydrokalcit-beta
- A Alumoključevskit
- D Alumokobaltomelan
- A Alumotantit – AlTaO4
- A Alumotungstit – (WAl)(OH,O)3
- A Alumovesuvianit – Ca19Al(Al10Mg2)Si18O69(OH)9
- A Alunit – KAl3(SO4)2(OH)6
- G Alunogen – Al2(SO4)3.17H2O
- D Alurgit
- A Alvanit – Al6(VO4)2(OH)12.5H2O
- A Alwilkainsit-(Y) – Y(UO2)3(SO4)2O(OH)3(H2O)7.7H2O

## An
- D Analcidit
- A Analcim – Na(AlSi2O6).H2O
- D Analcit
- D Analzim
- A Anandit – (BaK)(Fe2+Mg)3(SiFe)4O10(O,OH)2
- G Anapait – Ca2Fe2+(PO4)2.4H2O
- D Anarakit – paratacamit s příměsí Zn
- A Anatas – TiO2
- A Anatolyit – Na6(Ca,Na)(Mg,Fe3+)3Al(AsO4)6
- D Anauxit – směs kaolinitu a amorfního SiO2
- G Andalusit – Al2(SiO4)O
- G Andersonit – Na2Ca(UO2)(CO3)3.6H2O
- G Andezin – plagioklas Ab70An30 až Ab50An50
- G Andorit – PbAgSb3S6
- G Andradit – Ca3Fe3+2(SiO4)3
- A Andreadiniit – CuHgAg7Pb7Sb24S48
- D Andreasbergolit
- A Andremeyerit – BaFe2+2(Si2O7)
- D Andreolit
- D Andréolith
- D Andrewsit – (CuFe2+)Fe3+3(PO4)3(OH)2
- A Andreyivanovit – FeCrP
- A Androsit-(Ce)
- ? Anduoit – (RuOs)As2
- A Andychristyit – PbCu2+Te6+O5.(H2O)
- A Andyrobertsit
- A Angelellit – Fe3+4(AsO4)2O3
- G Anglesit – PbSO4
- G Anhydrit – CaSO4
- A Anilit – Cu7S4
- A Aniyunwiyait – Ca3Mn2+Fe2+Al4(PO4)6(OH)4.12H2O
- A Anjujit
- A Ankangit
- G Ankerit – CaFe2+(CO3)2
- A Ankylit-(Ce) – Sr3(CeLa)4(CO3)7(OH)4.3H2O
- A Ankylit-(La)
- G Annabergit – Ni3(AsO4)2.8H2O
- A Annit – KFe2+3(Si3Al)O10(OH,F)2
- D Anoforit
- D Anomit
- A Anorthominasragrit
- G Anortit – CaAl2Si2O8
- G Anortoklas – (NaK)AlSi3O8
- D Anosovit
- A Ansermetit
- A Antarkticit – CaCl2.6H2O
- D Anthogrammatit
- D Anthogrammit
- G Anthoinit – WAlO3(OH)3
- D Antholit
- D Antholite
- A Anthonyit – Cu(OH,Cl)2.3H2O
- D Anthofyllin
- D Anthophyllite rayonné
- D Antiëdrit
- D Antiglaukofan
- A Antigorit – (MgFe2+)3Si2O5(OH)4
- G Antimon – Sb
- G Antimonit – Sb2S3
- A Antimonpearceit – (AgCu)16(SbAs)2S11
- A Antimonselit
- A Antipinit – KNa3Cu2(C2O4)4
- A Antlerit – synonymum pro arnimit
- A Antofylit – (MgFe)7Si8O22(OH)2
- A Antraxolit – C11H12O
- D Antrofylit
- A Antofagastait – Na2Ca(SO4)2.1,5H2O
- G Antochroit
- A Anzait-(Ce) – Ce4Fe2+Ti6O18(OH)2

## Ap–Ar
- A Apachit – Cu9Si10O29.11H2O
- g Apatit – přírodní krystalovaný fosforečnan vápenatý bez chemické analýzy
- A Apexit – NaMg(PO4).9H2O
- G Apjohnit – MnAl2(SO4)4.22H2O
- A Aplowit – (CoMnNi)SO4.4H2O
- D Apoanalcit
- g Apofylit – KCa4Si8O20(OH,F).8H2O
- A Apuanit – Fe2+Fe3+4Sb3+4O12S
- A Aqualit – (H3O)8(Na,K,Sr)5Ca6Zr3Si26O66(OH)9Cl)
- Rd Aradit – BaCa6[(SiO4)(VO4)](VO4)2F
- G Aragonit – CaCO3
- A Arakiit
- G Aramayoit – Ag(SbBi)S2
- A Arangasit – Al2(SO4)(PO4)F.9H2O
- A Aravaipait
- A Arcubisit – Ag6CuBiS4
- A Ardait – Pb19Sb13S35Cl7
- G Ardealit – Ca2(SO4)(HPO4).4H2O
- G Ardennit – Mn4(AlMg)6(SiO4)2(Si3O10[(AsV)O4](OH)6
- D Arduinit
- A Arfvedsonit – NaNa2Fe2+4Fe3+Si8O22(OH)2
- D Arfwedsonit
- G Argentit – Ag2S
- R Argentojarosit – AgFe3+3(SO4)2(OH)6
- D Argentokuproaurit
- A Argentopentlandit – Ag(FeNi)8S8
- G Argentopyrit – AgFe2S3
- A Argentotennantit – (AgCu)12As4S13
- A Argutit – GeO2
- G Argyrodit – Ag8GeS6
- R Arhbarit – Cu2(AsO4)(OH).6H2O
- A Archerit – (K,NH4)H2PO4
- D Aricit
- D Aristarainit – Na2Mg(B12O20).8H2O
- D Arizonit
- G Arkanit – K2SO4
- A Arktit – Na2Ca4(PO4)3F
- R Armalcolit – (MgFe)Ti2O5
- G Armangit – Mn26As3+18O50(OH)4(CO3)
- G Armenit – BaCa2Al6Si9O30.2H2O
- A Armstrongit – CaZr(Si6O15).2,5H2O
- G Arnimit – Cu5(SO4)2(OH)6.3H2O
- G Arrojadit – KNa4CaMn4Fe2+10Al(PO4)12(OH,F)2
- G Arsen – As
- D Arsenátbelovit
- A Arsenbrackebuschit – Pb2(FeZn)(AsO4)2.H2O
- A Arsendescloizit – PbZn(AsO4)(OH)
- A Arseniopleit – NaCaMn(MnMg)2(AsO4)3
- A Arseniosiderit – Ca3Fe3+4(AsO4)4(OH)6.3H2O
- D Arsenobismit – Bi2(AsO4(OH)
- A Arsenocrandallit – (CaSr)Al3[(As,P)O4]2(OH)5.H2O
- D Arsenodialytit
- A Arsenoflorencit-(Ce) – CeAl3(AsO4)2(OH)6
- A Arsenogorceixit
- A Arsenogoyazit – SrAl3(AsO4)2(OH)5.H2O
- A Arsenohauchecornit – Ni9BiAsS8
- G Arsenoklasit – Mn5(AsO4)2(OH)4
- G Arsenolamprit – As
- G Arsenolit – As2O3
- R Arsenopalladinit – Pd8(AsSb)3
- A Arsenopyrit – FeAsS
- G Arsenosulvanit – Cu3(AsV)S4
- A Arsenpolybasit – (AgCu)16(AsSb)2S11
- ? Arsentsumebit – Pb2Cu(AsO4)(SO4)(OH)
- ? Arsenuranospatit – HAl(UO2)4(AsO4)4.40H2O
- G Arsenuranylit – Ca(UO2)4(AsO4)2(OH)4.6H2O
- A Arthurit – CuFe3+2(AsO4,PO4,SO4)2(O,OH)2.4H2O
- G Artinit – Mg2(CO3)(OH)2.3H2O
- A Artroeit
- A Artsmithit
- A Arupit
- G Arzakit – Hg3S2(Br,Cl)2

## As–Az
- A Asbecasit – Ca3(TiSn)As6Si2Be2O20
- D Asbeferit
- D Asbestinit
- D Asbestoit
- D Asbestus
- D Ashanit – (NbTaUFeMn)4O8
- A Ashburtonit
- A Ashcroftin-(Y) – KNaCaY2Si6O12(OH)10.4H2O
- A Ashoverit
- D Ashtonit
- A Aschamalmit – Pb5,92Bi2,06S9
- D Ascharit – synonymum pro szaibelyit
- A Asisit
- R Aspidolit
- A Asselbornit – (PbBa)(UO2)6(BiO4)[(As,P)O4]2(OH)12.3H2O
- D Asteroit
- D Astochit
- D Astorit
- D Astrachanit – synonymum pro blödit
- G Astrofylit – (KNa)3(Fe2+Mn)7Ti2Si8O24(O,OH)7
- A Astrokyanit-(Ce)
- D Astrolit
- G Atacamit – (H3)Cu2(O3Cl)
- G Atelestit – Bi2(AsO4)O(OH)
- A Athabascait – Cu5Se4
- A Atheneit – (PdHg)3As
- A Atlasovit
- A Atokit – (PdPt)3Sn
- R Attakolit – (CaMnSr)3Al6(PO4,SiO4)7.3H2O
- A Attikait – Ca3Cu2Al2(AsO)4(OH)4.2H2O
- A Aubertit – CuAl(SO4)2Cl.14H2O
- G Augelit – Al2(PO4)(OH)3
- A Augit – (CaMgFe2+)(MgFe2+AlFe3+)(SiAl)2O6
- G Aurichalcit – (ZnCu)5(CO3)2(OH)6
- G Aurikuprid – Cu3Au
- G Auripigment – As2S3
- D Auroantimonát
- D Aurokuproit
- A Aurorit – (MnAgCa)Mn4+3O7.3H2O
- G Aurostibit – AuSb2
- G Austinit – CaZn(AsO4)(OH)
- G Autunit – Ca(UO2)2(PO4)2.10-12H2O
- D Avalit
- A Averjevit
- G Avicennit – Tl2O3
- G Avogadrit – (KCs)BF4
- G Awaruit – Ni2Fe až Ni3Fe
- A Axinit – Ca2(FeMgMn)Al2B(Si2O7)O(OH)
- G Azbolan – odrůda psilomelanu s obsahem Co
- A Azoproit – (MgFe2+)2(TiFe3+Mg)(BO3)O2
- D Azopyrrhit
- D Azorpyrrhit
- G Azurit – Cu3(CO3)2(OH)2

## Ba
- D Bababudanit
- A Babefit – BaBe(PO4)(F,O)
- G Babingtonit – Ca2Fe2+Fe3+Si5O14(OH)
- A Babkinit
- D Baddeckit
- A Baddeleyit – ZrO2
- D Badenit
- A Bafertisit – Ba(Fe2+Mn)2Ti(Si2O7(O,OH)2
- A Baghdadit – Ca3Zr(Si2O7)O2
- D Bagotit
- A Bahianit
- D Baikalit
- D Bajkalit
- A Baileychlor
- D Baiyuneboit-(Ce)
- A Bachčisarajcevit
- A Bakerit – Ca4B4(BO4)(SiO4)3(OH)3.H2O
- A Baksanit
- A Balangeroit – (MgFeMn)42Si16O56(OH)37
- D Balavinskit – Sr2B6O11.4H2O
- A Balifolit – BaMg2LiAl3Si4O12(OH)8
- A Baljakinit – CuTeO3
- A Balkanit – Cu9Ag5HgS8
- A Bambollait – Cu(Se,Te)2
- A Bamfordit
- A Banalsit – BaNa2(Al2Si2O8)2
- A Bandylit – CuB(OH)4Cl
- A Bannermanit – (NaK)xV4+xV5+6-xO15(x od 0,54 od 0,9)
- A Bannisterit – KCa(MnFeZn)21(SiAl)32O76(OH)16.12H2O
- A Baotit – Ba4(TiNb)8(Si4O12)ClO16
- A Bararit – (NH4)2SiF6
- A Baratovit – KCa7(TiZr)2Li3Si12O36F2
- A Barberiit
- A Barbertonit – Mg6Cr2(CO3)(OH)16.4H2O
- A Barbosalit – Fe2+Fe3+2(PO4)2(OH)2
- D Bárcenit
- D Bardolit
- A Barentsit – Na7AlH2(CO3)4F4
- A Bariandit – V2O4.4V2O5.12H2O
- A Baričit – (MgFe)3(PO4)2.8H2O
- D Barkevikit – synonymum pro ferohornblend
- A Barnesit – Na2V6O16.3H2O
- A Barquillit
- A Barrerit – (NaKCa)2(Al2Si7O18).7H2O
- A Barringerit – (FeNi)2P
- A Barringtonit – MgCO3.2H2O
- A Barroisit – NaCaMg3(Fe3+Al)2(Si2Al)O22(OH)2
- D Barsanovit – synonymum pro eudialyt
- A Barstowit
- A Bartelkeit – PbFe2+Ge3O8
- A Bartonit – K3Fe10S14
- A Barylit – BaBe2(Si2O7)
- A Baryomikrolit – Ba(TaNb)2(O,OH)7
- A Baryo-ortojoaquinit – (BaSr)4Fe2+2Ti2Si8O26.H2O
- R Baryopyrochlor – (BaSr)2(NbTi)2(O,OH)7
- A Baryosincosit
- A Barysilit – Pb8Mn(Si2O7)3
- G Baryt – BaSO4
- D Barytbiotit
- D Barytkreuzstein
- G Barytokalcit – CaBa(CO3)2
- A Barytolamprofylit – Na3(BaCaSr)2(TiFe3+)3(Si2O7)2(O,OH,F)4
- D Baryumalumofarmakosiderit
- R Baryumfarmakosiderit – Ba(H3O)[Fe4(OH)2O2(AsO4)3].7H2O
- D Baryumflogopit
- D Baryumheulandit
- D Basaltin
- D Basaltové hornblende
- G Basaluminit – Al4(SO4)(OH)10.5H2O
- D Basiliit
- D Basonit
- G Bassanit – 2CaSO4.H2O
- A Bassetit – Fe2+(UO2)2(PO4)2.7H2O
- D Bastit – pseudomorfóza minerálu ze skupiny serpentinu po ortorombickém pyroxenu
- A Bastnäsit-(Ce) – (CeLa)(CO3)F
- A Bastnäsit-(La) – (LaCe)(CO3)F
- A Bastnäsit-(Y) – Y(CO3)F
- D Bastonit
- A Batiferit
- A Batisit – (BaKNa)3Ti2(Si2O7)2
- G Batisivit – V8Ti6{Ba(Si2O)}O28
- A Baumhauerit – Pb3As4S9
- A Baumit – (MgMn2+Fe2+ZnAl)3(SiAl)2O5(OH)4
- A Bäumlerit – KCaCl3
- A Baumstarkit
- A Bauranoit – BaU2O7.4-5H2O
- A Bavenit – Ca4Al2Be2Si9O26(OH)2
- A Bayerit – Al(OH)3
- A Bayldonit – PbCu3(AsO4)2(OH)2.H2O
- A Bayleyit – Mg2(UO2)(CO3)3.18H2O
- A Baylissit – K2Mg(CO3)2.4H2O
- A Bazirit – BaZr(Si3O9)
- A Bazzit – Be3(ScAl)2Si6O18
- A Baženovit

## Be
- A Bearsit – Be2(AsO4)(OH).4H2O
- A Bearthit – Ca2Al(PO4)2OH
- G Beaverit – Pb(CuFe)3(SO4)2(OH)6
- A Becquerelit – Ca[(UO2)6O4(OH)6].8H2O
- A Bederit – Ca2Mn2+4Fe3+2(PO4)6.2H2O
- A Béhierit – (TaNb)BO4
- A Behoit – Be(OH)2
- A Bechererit – (Zn,Cu)6Zn2(OH)13[(S,Si)(O,OH)4]2
- A Beidellit – (1/2Ca,Na)0,25-0,6Al2(SiAl)4O10(OH)2.nH2O
- A Belendorfit – Cu7Hg6
- G Beljankinit – Ca1-2(TiZrNb)5O12.9H2O
- A Belkovit – Ba3Nb6(Si2O7)O12
- A Bellbergit – (K,Ba,Sr)2Sr2Ca2(Ca,Na)4(Si,Al)36O72.30H2O
- A Bellidoit – Cu2Se
- G Bellingerit – Cu3(IO3)6.2H2O
- G Bellit – Pb10(CrO4)3(SiO4)3Cl2
- A Belloit – Cu(OH)Cl
- G Belovit – (SrCeNaCa)5(PO4)3(OH)
- A Bementit – Mn8Si6O15(OH)10
- A Benauit – SrFe3+3(PO4)4(PO3OH)(OH)6
- A Benavidesit – Pb4(MnFe)Sb6S14
- A Benitoit – BaTiSi3O9
- A Benjaminit – (AgCu)3(BiPb)7S12
- A Benleonardit – Ag8(SbAs)Te2S3
- A Benstonit – (CaMn)6(BaSr)6Mg(CO3)13
- A Bentorit – Ca6(CrAl)2(SO4)3(OH)12.26H2O
- A Benyacarit – KTiMn2+2Fe3+2(PO4)4(O2F).15H2O
- A Beraunit – Fe2+Fe53+(PO4)4(OH)5.4H2O
- A Berborit – Be2(BO3)(OH,F).H2O
- A Berdesinskiit – V2TiO5
- A Berezanskit – KLi3Ti2Si12O30
- A Bergenit – Ba4/3Ca2/3(UO2)3(PO4)2(OH)4.5,5H2O
- A Bergslagit – CaBe(AsO4)(OH)
- G Berlinit – AlPO4
- A Bermanit – Mn2+Mn23+(PO4)2(OH)2.4H2O
- A Bernalit – Fe(OH)3
- A Bernardit – TlAs5S8
- A Berndtit – SnS2
- A Berryit – Pb2(CuAg)3Bi5S11
- A Berthierin – (Fe2+Fe3+MgAl)2-3(SiAl)2O5(OH)4
- G Berthierit – FeSb2S4
- A Bertossait – (LiNa)2CaAl4(PO4)4(OH,F)4
- A Bertrandit – Be4(Si2O7)(OH)2
- A Beryl – Be3Al2(Si6O18)
- G Beryllit – Be3(SiO4)(OH)2.H2O
- G Beryllonit – NaBe(PO4)
- G Berzelianit – Cu2-xSe
- A Berzeliit – (CaNa)3(MgMn)2(AsO4)3
- A Betafit – (CaNaU)2(TiNbTa)2O6(OH)
- A Betechtinit – Cu10(FePb)S6
- A Betpakdalit – CaFe3+H8(MoO4)5(AsO4)2.8H2O
- A Beudantit – PbFe33+(AsO4)(SO4)(OH)6
- A Beusit – (MnFeCaMg)3(PO4)2
- G Beyerit – CaBi2O2(CO3)2
- A Bezsmertnovit – Au4Cu(TePb)

## Bf–Bl
- G Bianchit – (ZnFe)(SO4).6H2O
- A Bicchulit – Ca2Al(AlSiO7).H2O
- A Bideauxit – Pb2AgCl3(F,OH)2
- G Bieberit – CoSO4.7H2O
- A Biehlit – Sb3+2MoO6
- G Bifosfamit – (NH4,K)H2(PO4)
- A Bigcreekit – BaSi2O5.4H2O
- A Bijvoetit-(Y) – 2TR2O3.7UO2.7CO2.25H2O
- A Bikitait – Li(AlSi2O6).H2O
- A Bilibinskit – Au3Cu2PbTe2
- G Bílinit – Fe2+Fe23+(SO4)4.22H2O
- A Billiétit – Ba[(UO2)6O4(OH)6].4H2O
- A Billingsleyit – Ag7(SbAs)S6
- G Bindheimit – Pb2Sb25+O6(O,OH)
- A Biotit – K(MgFe2+AlFe3+)3Si3(AlFe3+)O10(OH,F)2
- A Birait-(Ce) – Ce2Fe2+Si2O7(CO3)
- A Biringuccit – Na4[B10O16(OH)2].2H2O
- A Birnessit – MnO2,Na4Mn14O27.9H2O
- A Bischofit – MgCl2.6H2O
- G Bismit – Bi2O3
- G Bismoklit – BiOCl
- G Bismut – Bi
- A Bismutin – Bi2S3
- G Bismutit – Bi2O2(CO3)
- A Bismutocolumbit – BiNbO4
- A Bismutoferit – BiFe23+(SiO4)2(OH)
- A Bismutohauchecornit – Ni9Bi2S8
- A Bismutomikrolit – (BiCa)(TaNb)2O6(OH)
- A Bismutopyrochlor – (Bi,U,Ca,Pb)1+xNb2O6(OH).nH2O
- A Bismutostibikonit – Bi(Sb5+Fe3+)2O7
- G Bismutotantalit – Bi(TaNb)O4
- A Bityit – CaLiAl2(AlBeSi2)O10(OH)2
- G Bixbyit – (Mn3+Fe3+)2O3
- A Bjarebyit – (BaSr)(MnFeMg)2Al2(PO4)3
- G Blakeit – Fe2(TeO3)3
- A Blatonit – UO2CO3.H2O
- A Blatterit – Sb5+3Mn3+9Mn2+35(BO3)16O32
- A Bleasdaleit – Ca2Cu5(Bi,Cu)(PO4)4(H2O,OH,Cl)13
- A Blixit – Pb2Cl(O,OH)2
- G Blödit – Na2Mg(SO4)2
- A Blossit – Cu22+V25+O7

## Bm–Bo
- A Bobfergusonit – Na2Mn5Fe3+Al(PO4)6
- A Bobierrit – Mg3(PO4)2.8H2O
- A Bobjonesit – V4+OSO4.3H2O
- A Bobkingit – Cu5Cl2(OH)8.2H2O
- A Bobtraillit – (Na,Ca)13Sr11(Zr,Y,Nb)14Si42B6O132(OH)12.12H2O
- A Bogdanovit – Au5(CuFe)3(TePb)2
- A Böggildit – Sr2Na2Al2(PO4)F9
- A Boggsit – Na3Ca8(Si77Al19)O192.70H2O
- A Bohdanowiczit – AgBiSe2
- A Böhmit – AlOOH
- A Bokit – KAl3Fe63+V64+V205+O7630H2O
- A Boleit – Pb26Ag9Cu24Cl62(OH)48.3H2O
- A Bolivarit – Al2(PO4)(OH)3.4-5H2O
- A Boltwoodit – K(H3O)(UO2)(SiO4)
- A Bonaccordit – Ni2Fe3+(BO3)O2
- A Bonattit – CuSO4.3H2O
- A Bončevit – Pb3Bi2S6
- A Bonštedtit – Na3(FeMgMn)(PO4)(CO3)
- G Boothit – CuSO4.7H2O
- A Boracit – Mg3(B7O13)Cl
- A Boralsilit – Al16B6O30(Si2O7)
- G Borax – Na2B4O5(OH)4
- A Borcarit – Ca4MgB4O6(CO3)2(OH)6
- A Borišanskiit – Pd(AsPb)2
- A Bornemanit – BaNa4Ti2NbSi4O17(F,OH).Na3PO4
- G Bornhardtit – CoCo2Se4
- A Bornit – Cu5FeS4
- A Borocookeit – LiAl4(Si3B)O10.(OH)8
- A Boromuskovit – KAl2(Si3B)O10.(OH)2
- A Borovskit – Pd3SbTe4
- A Bostwickit – CaMn63+Si3O16.7H2O
- G Botallackit – Cu2[(OH)3|Cl]
- G Botryogen – MgFe3+(SO4)2(OH).7H2O
- A Bottinoit – Ni2+Sb5+2(OH)12.6H2O
- G Boulangerit – Pb5Sb4S11
- G Bournonit – PbCuSbS3
- A Boussingaultit – (NH4)2Mg(SO4)2.6H2O
- A Bowieit – (RhIrPt)2S3
- A Boyleit – (ZnMg)SO4.4H2O

## Br
- A Brabantit – CaTh(PO4)2
- A Bracewellit – CrO(OH)
- A Brackebuschit – Pb2(MnFe)(VO4)2.H2O
- A Bradaczekit – NaCu4(AsO4)3
- A Bradleyit – Na3Mg(PO4)(CO3)
- A Braggit – (PtPdNi)S
- A Braitschit-(Ce) – (CaNa2)7(CeLa)2B22O43.7H2O
- G Brammalit – (Na,H3O)Al2(SiAl)4O10(OH)2
- A Brandholzit – MgSb2(OH)12.6H2O
- G Brandtit – Ca2(MnMg)(AsO4)2.2H2O
- G Brannerit – (UCaYCe)(TiFe)2O6
- A Brannockit – KSn2Li3Si12O30
- A Brassit – MgH(AsO4).4H2O
- A Braunit – Mn2+Mn63+O8(SiO4)
- A Bravoit – (NiFeCo)S2
- A Brazilianit – NaAl3(PO4)2(OH)4
- A Bredigit – Ca14Mg2(SiO4)8
- G Breithauptit – NiSb
- A Brendelit – (BiPb)2(Fe3+Fe2+)O2(OH)PO4
- A Brenkit – Ca2(CO3)F2
- A Brewsterit – (SrBaCa)(Al2Si6O16).5H2O
- A Brezinait – Cr3S4
- A Brianit – Na2CaMg(PO4)2
- A Brianyoungit – Zn3CO3(OH)4
- A Briartit – Cu2(FeZn)GeS4
- A Brindleyit – (NiAl)3(SiAl)2O5(OH)4
- A Brinrobertsit – (Na,K,Ca)0,3(Al,Fe,Mg)4(Si,Al)8O20(OH)4.3,5H2O
- A Britolit-(Ce) – (CeCa)5(SiO4,PO4)3(OH,F)
- A Britolit-(Y) – (YCa)5(SiO4,PO4)3(OH,F)
- A Britvinit – Pb15Mg9(Si10O28)(BO3)4(CO3)2(OH)12O2
- A Brizziit – NaSbO3
- A Brockit – (CaThCe)(PO4)2.H2O
- A Brodtkorbit – Cu2HgSe2
- G Brochantit – Cu4[(OH)6|SO4]
- A Bromargyrit – AgBr
- A Bromellit – BeO
- G Brookit – TiO2
- A Brownmillerit – Ca2(AlFe)2O5
- A Brucit – Mg(OH)2
- A Brüggenit – Ca(IO3)2.H2O
- A Brugnatellit – Mg6Fe(CO3)(OH)13.4H2O
- A Brunogeierit – (Ge2+Fe2+)Fe23+O4
- G Brushit – CaHPO4.2H2O

## Bs–By
- A Buddingtonit – (NH4)AlSi3O8.0,5H2O
- A Buergerit – NaFe33+Al6(BO3)3Si6O21F
- A Buchwaldit – NaCa(PO4)
- A Bukovit – Tl2Cu3+xFeSe4-x
- A Bukovskýit – Fe23+(AsO4)(SO)4(OH).7H2O
- A Bulachit – Al2(AsO4)(OH)3.3H2O
- A Bultfonteinit – Ca2[SiO3(OH)]F(OH)
- A Bunsenit – NiO
- A Burangait – (NaCa)(FeMg)Al5(PO4)4(O,OH)6.2H2O
- A Burbankit – (NaCa)3(CaSrBaCeLa)3(CO3)5
- A Burckhardtit – Pb2(Fe3+Mn)Te4+(AlSi3)O12(OH)2.H2O
- G Burkeit – Na6(SO4)2(CO3)
- A Burnsit – KCdCu7O2(SeO3)2Cl9
- A Burpalit – Na2CaZrSi2O7F2
- A Bursait – Pb5Bi4S11
- A Burtit – CaSn(OH)6
- A Buryatit – Ca3(Si,Fe3+,Al)SO4B(OH)4(OH,O)6.12H2O
- A Buserit – Na2Mn14O27.21H2O
- A Bussenit – Na2Ba2Fe2+TiSi2O7(CO3)(OH)3F
- A Bustamit – (MnCa)3Si3O9
- A Bušmakinit – Pb2(Al,Cu)(PO4)(V,Cr,P)O4(OH)
- G Butlerit – Fe3+(SO4)(OH).2H2O
- G Bütschliit – K2Ca(CO3)2
- A Buttgenbachit – Cu19Cl4(NO3)2(OH)32.2H2O
- A Bykovait – NaBa(Na,Ti)4(Ti,Nb)2(Si2O7)2(OH,O,F)5.3H2O
- A Bystrit – (Na,K,Ca)8(Si6Al6)O24S1,5.H2O
- G Byströmit – MgSb2O6
- A Bytownit – An70Ab30An89Ab11